# Striatura ferrea
Striatura ferrea är en snäckart som beskrevs av E. S. Morse 1864. Striatura ferrea ingår i släktet Striatura och familjen Zonitidae. Inga underarter finns listade i Catalogue of Life.